# Lijst van parken in Arnhem
Dit is een lijst met parken in de gemeente Arnhem.
- Park Angerenstein
- Landgoed Bronbeek
- Parkzone Drielsedijk
- Gulden Bodem
- Hoogte 80
- Immerloopark
- Musispark / Janspark
- Jubileumpark
- Kemperheide
- Park Klarenbeek
- Lichtenbeek en Boschveld
- Mariëndaal
- Stadsblokken-Meinerswijk
- Moscowa
- Park Onderlangs
- Park Presikhaaf
- Park Sacre Coeur
- Park Sonsbeek
- Speeluiterwaard Bakenhof
- Park Thialf
- Veteranenlandgoed Vrijland
- Warnsborn (Hoog erf, Laag Erf en Vijverberg)
- Westerheide
- Park Westerveld
- Park Zuiderveld
- Park Zypendaal

Parken die geheel of grotendeels in een naastgelegen gemeente liggen:
- Nationaal Park De Hoge Veluwe
- Park Holthuizen
- Park Lingezegen
- Rijkerswoerdse Plassen
- Rosandepolder